# جائزة دويتشر التذكارية
جائزة إسحاق وتمارا دويتشر التذكارية هي جائزة سنوية تُمنح تكريمًا للمُؤرخ إسحاق دويتشر وزوجته تمارا دويتشر لكتاب جديد نُشر بالإنجليزية «يُجسد أفضل الكتابات الجديدة وأكثرها إبداعًا في أو عن التقليد الماركسي». بدأ العمل بها منذ عام 1969. واعتبارًا من نوفمبر 2020، أصبحت لجنة تحكيم دويتشر تضم كل من جلبير الأشقر وأأليكس كالينيكوس وأليخاندرو كولاس وبين فاين وروب نوكس وإستر ليزلي وألفريدو سعد فيلهو وكريستوفر ويكهام وليا يبي.